# Dębno (powiat rawicki)
Dębno – osada leśna (leśniczówka) w Polsce położona w województwie wielkopolskim, w powiecie rawickim, w gminie Rawicz.
W latach 1975–1998 miejscowość administracyjnie należała do województwa leszczyńskiego.